# Gamle Strynesfjellsvegen
De Gamle Strynefjellsvegen of Fylkesvei 258 (Provinciale weg 258) is een nationale toeristenweg in het midden van Noorwegen. Het is een 27 kilometer lange smalle weg, niet geschikt voor caravans. Het oostelijke deel bestaat uit een verharding van gravel. De weg is van mei tot en met september geopend voor het verkeer.
Ze loopt van Grotli in de gemeente Skjåk (Innlandet) naar Videseter, waar een waterval is, tot Stryn (Vestland). Het hoogste punt is op 1139 meter.
Langs de weg ligt de gletsjer Tystigbreen met het zomerskigebied van Stryn en het meer Langevatnet.

## Geschiedenis
In 1881 begon de bouw van de weg toen men besloot om een vaste verbinding tussen de gemeenten Skjåk en Stryn te maken. In 1894, 13 jaar later, was de weg gereed. In 1978 werd de aanzet gegeven tot een nieuwe 12 kilometer lange weg met tunnels, de RV 15, die iets noordelijker ligt. Sinds 1997 is de Strynefjellsvegen een "nationale toeristische weg".

## Externe links

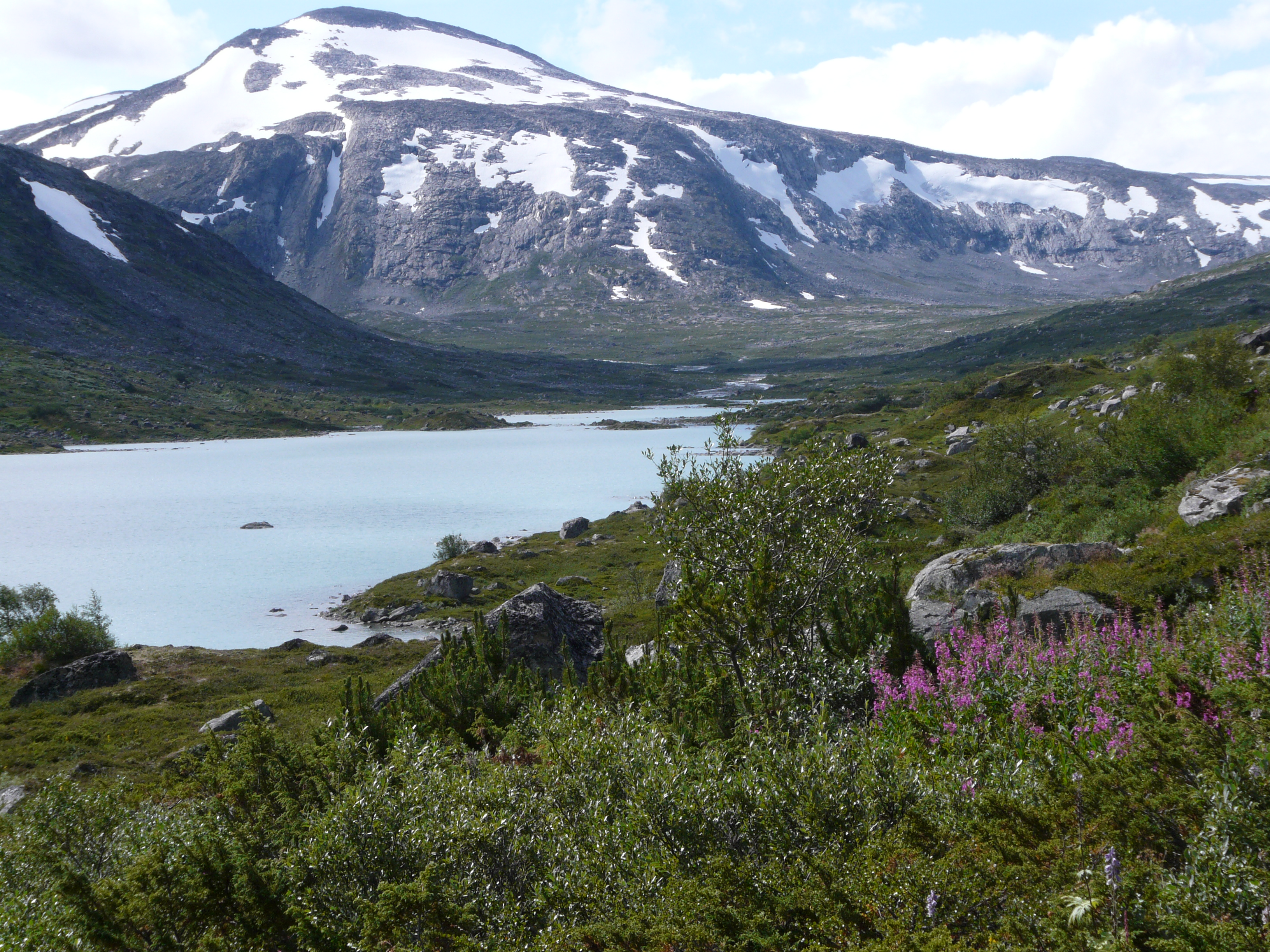